# Eric Berg
Eric Berg (21 de noviembre de 1945-20 de abril de 2020) fue un escultor contemporáneo estadounidense,  autor de esculturas de animales fundidas en bronce.

## Datos biográficos

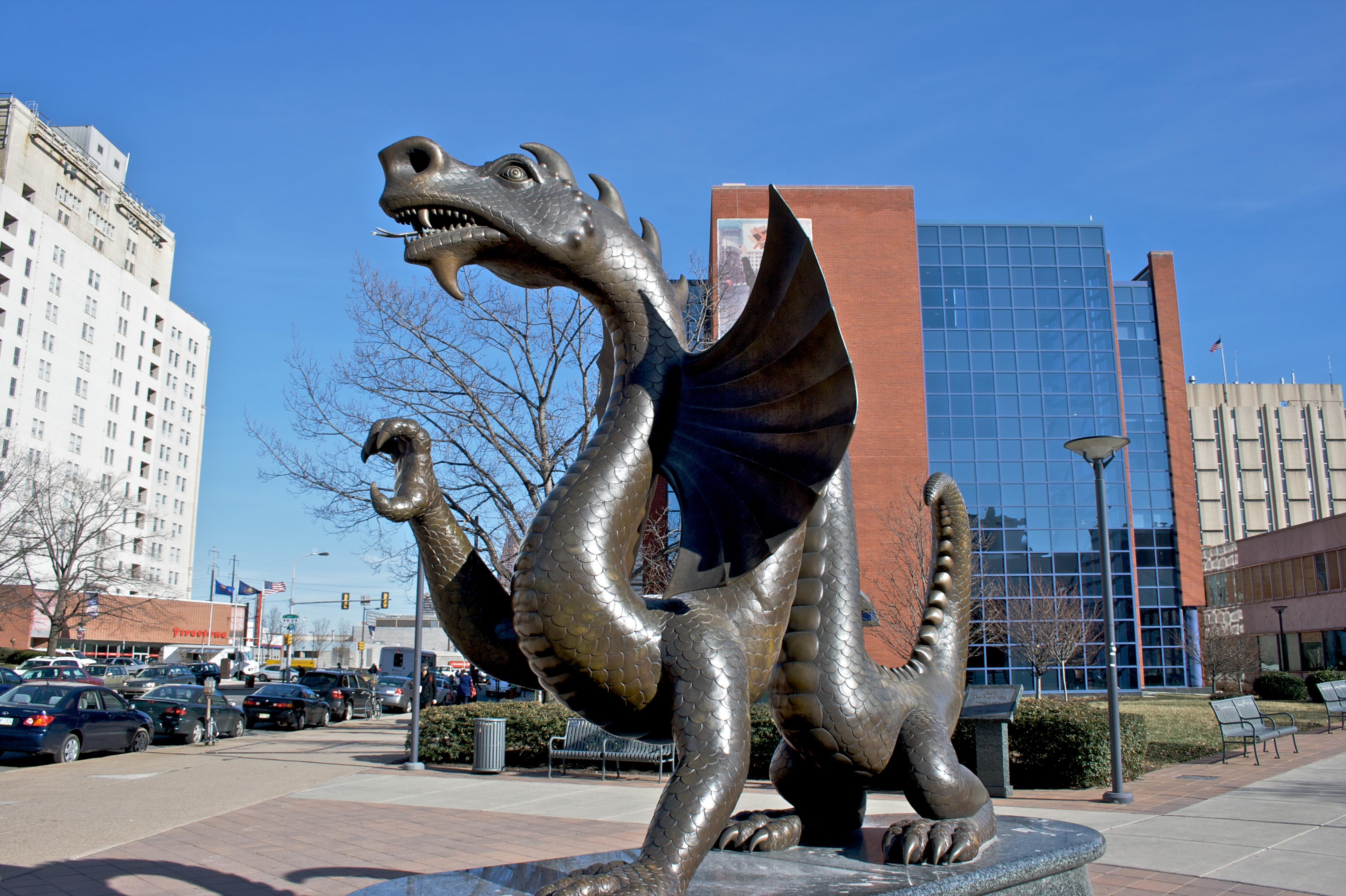
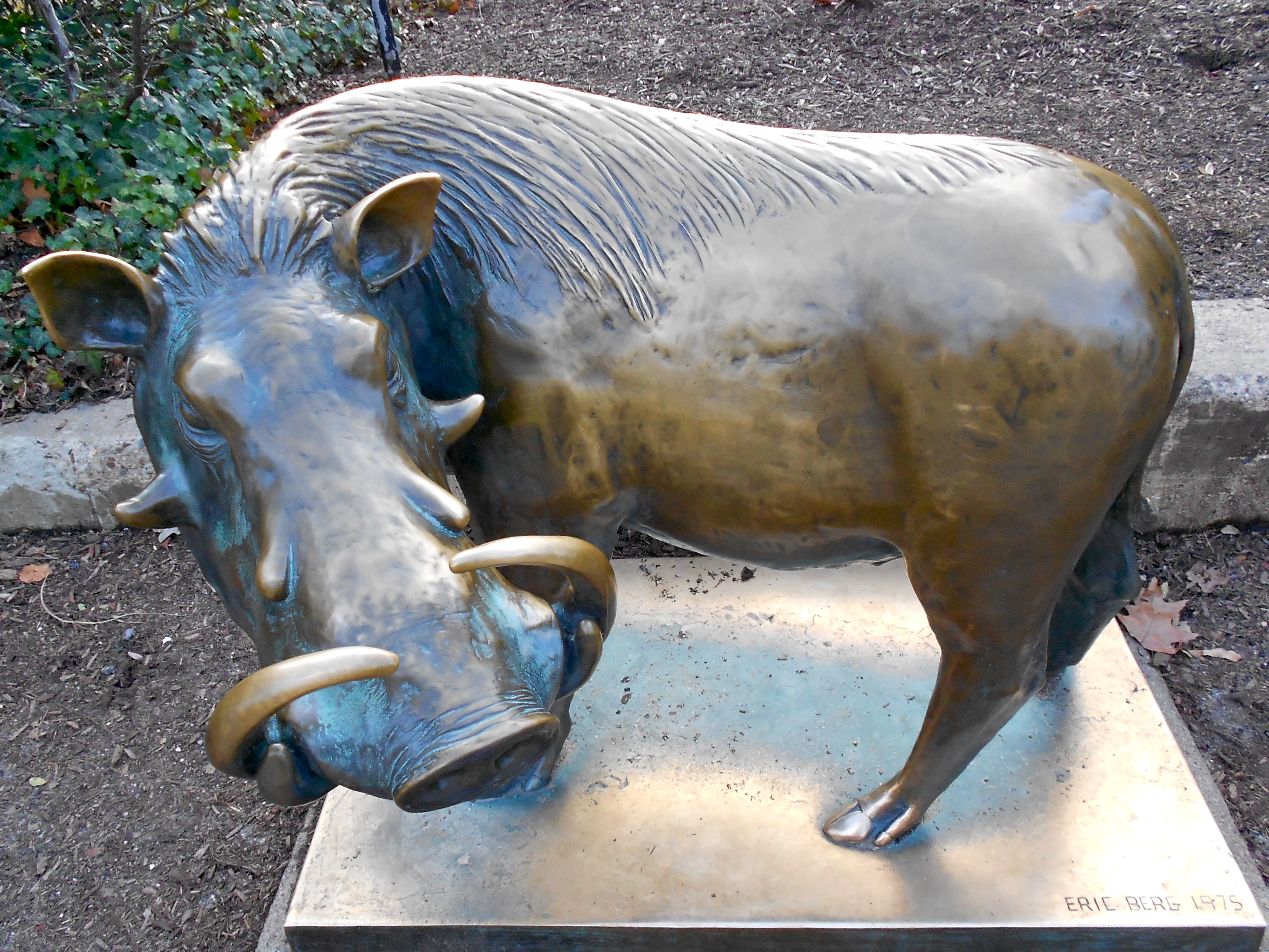
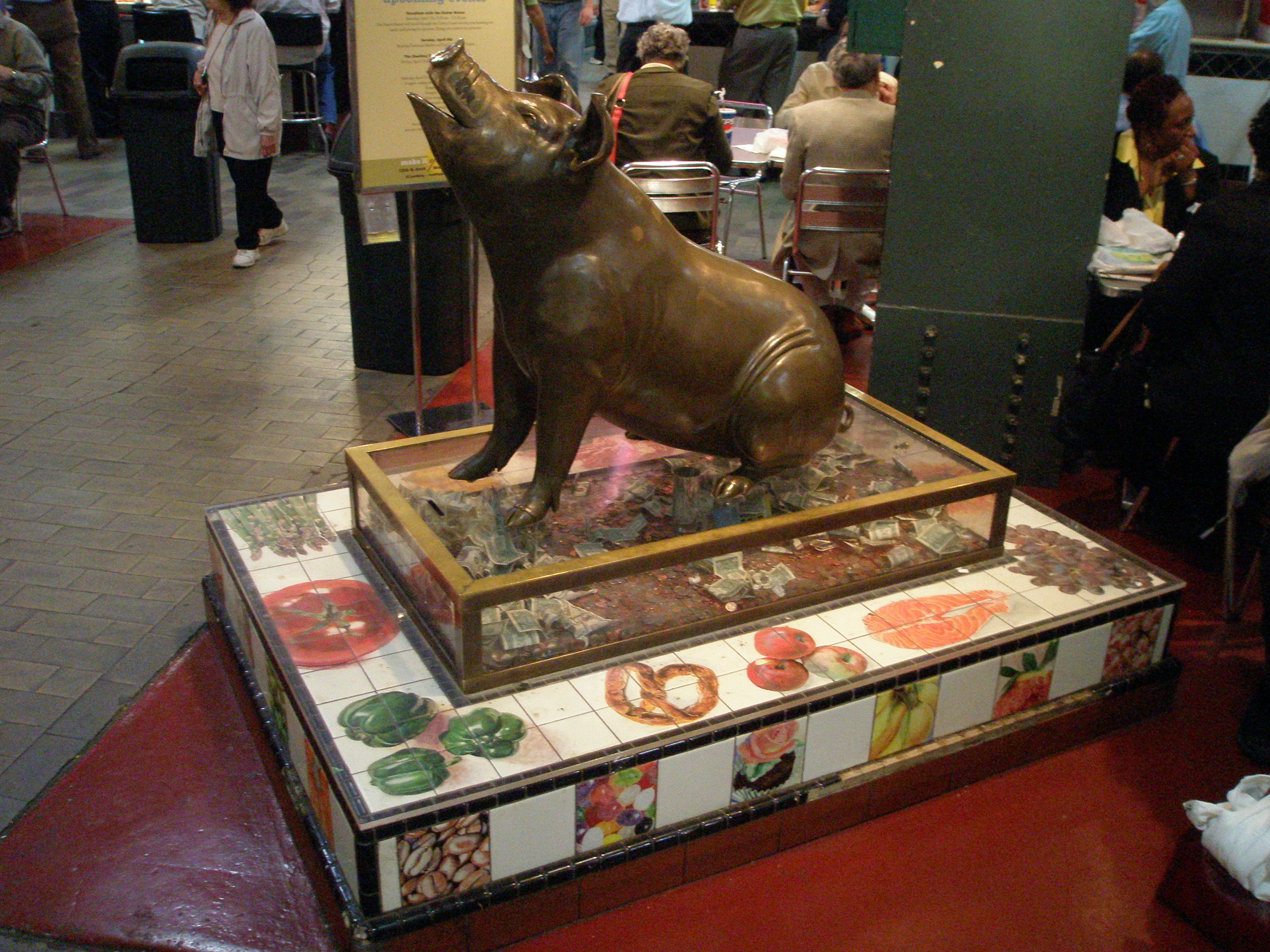

Inició su faceta como escultor en piedra al tiempo que finalizaba el último curso para obtener el graduado en economía en la Universidad de Pensilvania. Tres años después de la graduación finalizó el MFA en escultura en la Universidad de Pensilvania, siendo The African  Warthong for the Philadelphia Zoo la primera obra por la que obtuvo una comisión.  Fue autor de más de cincuenta opbras escultóricas monumentales, publicadas en Estados Unidos, como la del dragón: Mario the Magnificent, mascota de la Universidad Drexel.[cita requerida]
A lo largo de una treintena de años creó diferentes obras siendo la más destacada Española #21 escultura conocida como Artie the turtle Entre sus estatuas, habitualmente de animales, está la de Philbert el cerdo en el Reading Terminal Market de Filadelfia (Pensilvania); también la del Phacochoerus africanus, fundida en el año 1975 e instalada en 1976 en el Jardín Zoológico de Filadelfia.[cita requerida]
Falleció el 20 de abril de 2020 a los setenta y cuatro años.